# Anton Iwakin
Anton Jurjewicz Iwakin (ros. Антон Юрьевич Ивакин; ur. 3 lutego 1991) – rosyjski lekkoatleta specjalizujący się w skoku o tyczce.
W 2010 roku wywalczył złoty medal mistrzostw świata juniorów, a z wynikiem 5,50 został liderem tabel światowych w swojej kategorii wiekowej. Piąty zawodnik mistrzostw Europy młodzieżowców z 2011. W 2013 został mistrzem Europy do lat 23. Siódmy zawodnik halowych mistrzostw Europy (2015). Stawał na podium mistrzostw Rosji juniorów, młodzieżowców oraz seniorów. 
Ukarany czteroletnią dyskwalifikacją za złamanie przepisów antydopingowych (od 31 sierpnia 2019 do 22 września 2023).
Rekord życiowy: stadion – 5,65 (29 maja 2014, Adler); hala – 5,70 (24 stycznia 2015, Wołgograd). 

## Osiągnięcia
| Rok  | Impreza                        | Miejsce  | Lokata     | Wynik |
| ---- | ------------------------------ | -------- | ---------- | ----- |
| 2010 | Mistrzostwa świata juniorów    | Moncton  | 1. miejsce | 5,50  |
| 2011 | Młodzieżowe mistrzostwa Europy | Ostrawa  | 5. miejsce | 5,50  |
| 2013 | Halowe mistrzostwa Europy      | Göteborg | el. –      | NH    |
| 2013 | Młodzieżowe mistrzostwa Europy | Tampere  | 1. miejsce | 5,60  |
| 2015 | Halowe mistrzostwa Europy      | Praga    | 7. miejsce | 5,65  |